# Novação
A novação (do latim novatio, novus, novo, nova obligatio) é uma operação jurídica do Direito das obrigações, encontra-se na parte Especial, no Livro I, Direito das Obrigações, Título III, Capítulo VI, Art.360 à 367 CC/2002,  que consiste em criar uma nova obrigação, substituindo e extinguindo a obrigação anterior e originária. O próprio termo "novar" já é utilizado no vocabulário jurídico para se referir ao ato de se criar uma nova obrigação. Entretanto, na novação não há a satisfação do crédito, pois a obrigação persiste, assumindo nova forma.

## Conceito
A novação é uma forma de pagamento indireto em que há a substituição de uma obrigação anterior por uma nova, diversa da primeira criada pelas partes. Sua origem remonta ao Direito Romano, em que era definida como a transferência (translatio, transfusio) de uma dívida antiga, substituindo a figura do credor e do devedor, porém persistindo a mesma obrigação. Importa nesse contexto o fato de que no Direito Romano as obrigações não podiam ser transmitidas, cabendo à novação preencher essa necessidade. Modernamente, a novação permite que uma obrigação absolutamente nova surja, persistindo débito e crédito. Inova-se a obrigação, daí a terminologia.
O efeito precípuo da novação é o liberatório, isto é, a extinção da obrigação anterior pela nova, que a substitui.
Porém, para que ocorra a novação será necessário, antes de tudo, que seja criada uma nova obrigação para que depois a anterior seja extinta.

## Requisitos
Para que a operação caracterize-se como novação, os seguintes requisitos devem ser preenchidos:
1. Deve existir uma obrigação originária e válida; Deve haver relação jurídica obrigacional anterior e esta deverá ser válida. Caso seja nula ou extinta, inviabiliza a novação. Se for meramente anulável não constitui obstáculo, sendo este caso interpretado como renúncia ao direito de anular a obrigação. A doutrina prevê ainda a possibilidade de novação de obrigação natural por obrigação civil, a depender da existência de vedação legal expressa e específica. Como exemplo, o CC-02 traz o art. 814, § 1º, que veda novação em dívidas de jogo ou aposta.[8]
2. A nova obrigação deverá possuir conteúdo essencialmente diverso da primeira; o conteúdo da nova obrigação deve ter sido modificado, mesmo que o objeto da prestação não tenha sido alterado. Há a necessidade de um novo elemento de caráter essencial, um aliquid novi, o elemento novo que caracteriza a diferença entre a antiga e a nova obrigação[9]
3. Deve haver o ânimo, ou seja, a vontade de novação[10] ou "animus novandi"; a novação não se presume, deve vir expressa, constituindo este o requisito anímico (subjetivo) da novação. Ausente o animus novandi não se configura a novação porque desaparece a obrigação original. É importante destacar que a novação, embora nunca seja imposta por lei, deve seguir os preceitos por ela determinados, especialmente a capacidade das partes e legitimação.[11]

## Espécies
Fundamentalmente, existem quatro espécies de novação:
1. Objetiva: refere-se ao objeto da prestação e a nova obrigação será criada em detrimento da extinção da originária. Não se deve confundir com a dação em pagamento, que tem natureza real e na qual a obrigação originária permanece a mesma, apenas havendo modificação de seu objeto, com a anuência do credor, restando efeitos suspensivos se cumprida. Na novação objetiva, a primeira obrigação é quitada e substituída pela nova.[12]
2. Subjetiva ou pessoal: refere-se ao sujeito da prestação. A doutrina a divide em subjetiva ativa quando, por meio de nova obrigação, o credor originário deixa a relação obrigacional e um outro o substitui, ficando o devedor quite com o antigo credor e em subjetiva passiva, que contém 02 espécies, sendo elas por delegação e por expromissão ("expulsão"). Na primeira espécie, o devedor originário indica um novo devedor visando a criação de uma nova obrigação com o credor que, por sua vez, aceita, gerando direito de regresso ao novo devedor; esta modalidade implica participação do novo devedor, antigo devedor e credor. Perante o devedor originário a obrigação resta extinta. Na segunda espécie, a substituição do devedor é feita por um simples ato de vontade do credor, que o substitui, independente de sua anuência, podendo ser até contra sua vontade.[13] É importante destacar que, em se tratando de novação subjetiva passiva por delegação, o art. 363, do Código Civil trata da possibilidade da ação regressiva, quando o credor houver aceitado a substituição pelo novo devedor, e o mesmo for insolvente, decorrente da má-fé do antigo devedor.[14] Sobre esse ponto, Viana (1976) apud Vilela (2013) afirmam “que anulável a novação e verificada a insolvência do novo devedor, revive a primeira dívida, por meio de ação regressiva contra o primitivo devedor”.[15]
3. Mista: quando ocorre, além da alteração do sujeito, a alteração do conteúdo ou objeto da obrigação. Nesta hipótese, caso não haja um aliquid novi, poderá acarretar não em novação, mas sim em assunção de dívida ou cessão de crédito.
4. Causal: a nova dívida mantém as partes e a prestação, mas altera o tipo de negócio (ex.: converte mútuo de café em depósito de café).

## Efeitos
De acordo com Gagliano (2006), “o principal efeito da novação é liberatório, ou seja, a extinção da primitiva obrigação, por meio de outra, criada para substituí-la”. Como conseqüência, temos a extinção das garantias acessórias, pois da obrigação primária nada poderá ser conservado, desde que não haja estipulação em contrário, conforme mencionado no art. 364 do Código Civil.
Segundo Venosa (2001) caso esteja o devedor em estado de mora, podemos afirmar que como a novação extinguirá a obrigação antiga, haverá a paralisação da contagem dos juros e da correção monetária. Viana (1976) apud Vilela (2013) complementa, elencando as seguintes conseqüências:
“a) não fluência dos juros e extinção dos já vencidos;
b) cessação dos efeitos da mora;
c) extinção dos efeitos da cláusula penal;
d) as exceções, que disserem respeito ao crédito anterior, não podem ser opostas ao posterior;
e) extinção dos privilégios, hipotecas, anticreses, penhores e fianças”.